# Carl Peter Ekstrand
Carl Peter Ekstrand, född 1 oktober 1815 i Glömminge socken, död 26 maj 1865 i Örebro. Han var en svensk pianofabrikör i Örebro verksam 1856-1865.
Han tillverkade pianon, flyglar och tafflar. 

## Biografi
Ekstrand föddes 1 oktober 1815 i Glömminge socken. Han var son till urmakaren Magnus Ekstrand och Kerstin Persdotter.1829 bor familjen på Isgärde. Ekstrand flyttade 1836 till Kalmar.
Före 1855 var han i S:t Petersburg. Ekstrand flyttade 1855 till Fryksten i Örebro och arbetade där som snickargesäll. Ekstrand flyttade 1856 till kvarter 18 i staden och arbetade där som instrumentmakare. 1859 flyttade han till kvarter 16. Ekstrand gifte sig 28 december 1862 med Gustava Jansson (född 1829). Ekstrand avled 26 maj 1865 i Örebro.

## Gesäller
- 1860-1861 - Carl Erik Nordahl (född 1834).